# クルト・ラスヴィッツ賞

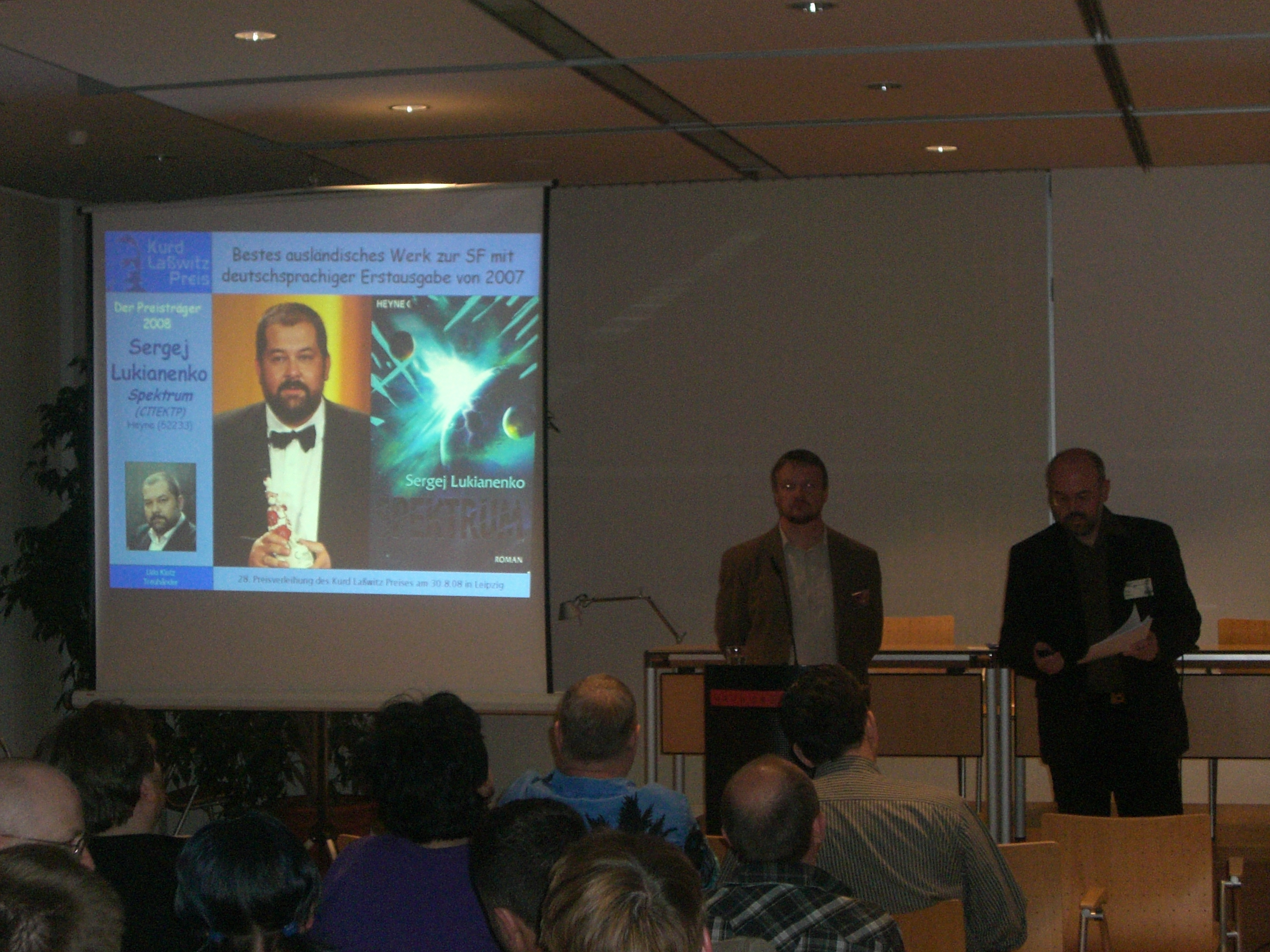
Elstercon 2008でのクルト・ラスヴィッツ賞授賞式

クルト・ラスヴィッツ賞 （英語: Kurd Laßwitz Award、ドイツ語: Kurd-Laßwitz-Preis)は、ドイツのサイエンス・フィクションの賞である。 
賞は、ドイツのサイエンス・フィクション作家クルト・ラスヴィッツにちなんで名付けられた。
Foreign Workカテゴリーを除くすべてのカテゴリーでノミネートの対象となるのは、元々ドイツ語で出版された作品のみである。
Wolfgang Jeschkeは4つの異なるカテゴリで19回賞を受賞している。
また、アンドレアス・エシュバッハは2つの異なるカテゴリで9回賞を受賞している。
外国語のカテゴリには、小説、物語、コレクション、ノンフィクションが含まれる。
イアン・バンクスとチャイナ・ミエヴィルは外国語賞を4回受賞した。
他にもHans Joachim Alpers, Carl Amery, ヘルベルト・W・フランケ, イアン・マクドナルド, Michael Marrak, コニー・ウィリスは、複数回受賞している。

## 受賞者

### ドイツ語小説
このカテゴリには、ドイツ語の作者によって少なくとも100ページの長さのドイツ語の作品が含まれる。

- 1981: Georg Zauner, Die Enkel der Raketenbauer
- 1982: Wolfgang Jeschke, The Last Day of Creation
- 1983: Richard Hey, Im Jahr 95 nach Hiroshima
- 1984: Thomas R. P. Mielke, Das Sakriversum
- 1985: ヘルベルト・W・フランケ, Die Kälte des Weltraums
- 1986: ヘルベルト・W・フランケ, Endzeit
- 1987: Carl Amery, Die Wallfahrer
- 1988: グードルン・パウゼヴァング, Die Wolke（『みえない雲』）
- 1989: Norbert Stöbe, New York ist himmlisch
- 1990: Wolfgang Jeschke, Midas
- 1991: Carl Amery, Das Geheimnis der Krypta
- 1992: Christian Mähr, Fatous Staub
- 1993: Herbert Rosendorfer, Die goldenen Heiligen oder Columbus entdeckt Europa
- 1994: Thomas Ziegler, Die Stimmen der Nacht
- 1995: Hans Joachim Alpers, Das zerrissene Land
- 1996: Hans Joachim Alpers, Die graue Eminenz
- 1997: アンドレアス・エシュバッハ, Solarstation
- 1998: 受賞者なし
- 1999: アンドレアス・エシュバッハ, Jesus Video（『イエスのビデオ』）
- 2000: アンドレアス・エシュバッハ, Kelwitts Stern
- 2001: Michael Marrak, Lord Gamma
- 2002: アンドレアス・エシュバッハ, Quest
- 2003: Michael Marrak, Imagon
- 2004: アンドレアス・エシュバッハ, Der Letzte seiner Art
- 2005: フランク・シェッツィング, The Swarm（『深海のYrr』）
- 2006: Wolfgang Jeschke, Das Cusanus-Spiel
- 2007: ヘルベルト・W・フランケ, Auf der Spur des Engels
- 2008: アンドレアス・エシュバッハ, Ausgebrannt
- 2009: Dietmar Dath, Die Abschaffung der Arten
- 2010: アンドレアス・エシュバッハ, Ein König für Deutschland
- 2011: Uwe Post, Walpar Tonnraffir und der Zeigefinger Gottes
- 2012: アンドレアス・エシュバッハ, Herr aller Dinge
- 2013: Dietmar Dath, Pulsarnacht
- 2014: Wolfgang Jeschke, Dschiheads
- 2015: Tom Hillenbrand, Drohnenland
- 2016: Andreas Brandhorst, Das Schiff
- 2017: Andreas Brandhorst, Omni
- 2018: Michael Marrak, Der Kanon mechanischer Seelen
- 2019: アンドレアス・エシュバッハ, NSA - Nationales Sicherheits-Amt
- 2020: アンドレアス・エシュバッハ, Das größte Abenteuer
- 2021: アンドレアス・エシュバッハ, Eines Menschen Flügel
- 2022: Uwe Hermann, Nanopark
- 2023: Aiki Mira, Neongrau – Game Over im Neurosubstrat
- 2024: Aiki Mira, Neurobiest

### Foreign Work：外国語（ドイツ語以外）
このカテゴリには、受賞年度に初めてドイツ語の翻訳として出版された外国語のフィクションとノンフィクションが含まれる。

- 1984: ブライアン・オールディス, Helliconia Spring
- 1985: フィリップ・K・ディック, VALIS（『ヴァリス』）
- 1986: ダニエル・キイス, The Minds of Billy Milligan（『24人のビリー・ミリガン』）
- 1987: ジェリー・ユルスマン, Elleander Morning（『エリアンダー・Mの犯罪』）
- 1988: クリストファー・プリースト, The Glamour（『魔法』）
- 1989: オースン・スコット・カード, Speaker for the Dead（死者の代弁者）
- 1990: ルーシャス・シェパード, Life During Wartime（『戦時生活』）
- 1991: イアン・バンクス, The Bridge
- 1992: イアン・バンクス, The Wasp Factory（蜂工場）
- 1993: イアン・バンクス, Use of Weapons
- 1994: コニー・ウィリス, Doomsday Book（『ドゥームズデイ・ブック』）
- 1995: イアン・マクドナルド, Scissors Cut Paper Wrap Stone
- 1996: スティーヴン・バクスター, The Time Ships（『タイム・シップ』）
- 1997: ケイト・ウィルヘルム, Death Qualified: A Mystery of Chaos
- 1998: イアン・バンクス, Excession
- 1999: イアン・マクドナルド, Sacrifice of Fools
- 2000: グレッグ・イーガン, Distress（『万物理論』）
- 2001: メアリ・ドリア・ラッセル, The Sparrow
- 2002: コニー・ウィリス, To Say Nothing of the Dog（『犬は勘定に入れません- あるいは、消えたヴィクトリア朝花瓶の謎』）
- 2003: チャイナ・ミエヴィル, Perdido Street Station（ペルディード・ストリート・ステーション）
- 2004: ヴァーナー・ヴィンジ, A Deepness in the Sky（最果ての銀河船団）
- 2005: チャイナ・ミエヴィル, The Scar
- 2006: チャイナ・ミエヴィル, Iron Council
- 2007: ロバート・チャールズ・ウィルスン, Spin（『時間封鎖』）
- 2008: セルゲイ・ルキヤネンコ, Spectrum
- 2009: チャールズ・ストロス, Glasshouse
- 2010: ジョン・スコルジー, The Android's Dream（『アンドロイドの夢の羊』）
- 2011: チャイナ・ミエヴィル, The City & the City（都市と都市）
- 2012: パオロ・バチガルピ, The Windup Girl（『ねじまき少女』）
- 2013: テッド・チャン, Die Hölle ist die Abwesenheit Gottes (original collection)
- 2014: ジョー・ウォルトン, Among Others（『図書室の魔法』）
- 2015: アーシュラ・K・ル＝グウィン, Paradises Lost
- 2016: ニール・スティーヴンスン, Seveneves（『七人のイヴ』）
- 2017: 劉慈欣, The Three Body Problem（『三体』）
- 2018: Nnedi Okorafor, The Book of Phoenix
- 2019: ジャスパー・フォード, Early Riser（『雪降る夏空にきみと眠る』）
- 2020: マーガレット・アトウッド, The Testaments（『誓願』）
- 2021: Simon Stålenhag, Tales from the Loop
- 2022: キム・スタンリー・ロビンソン, The Ministry for the Future
- 2023: ベッキー・チェンバーズ, Die Galaxie und das Licht darin (The Galaxy, and the Ground Within)
- 2024: アーシュラ・K・ル＝グウィン, mmer nach Hause (Always Coming Home)（『オールウェイズ・カミング・ホーム』）

### ドイツ語短編小説 (1997年から)
このカテゴリには、ドイツ語の作者による100ページ未満の長さのドイツ語の作品で、短編小説や中編小説が含まれる。

- 1997: Wolfgang Jeschke, Partner fürs Leben
- 1998: Malte S. Sembten, Blind Date
- 1999: Marcus Hammerschmitt, Wüstenlack
- 2000: Wolfgang Jeschke, Die Cusanische Acceleratio
- 2001: Marcus Hammerschmitt, Troubadoure
- 2002: Wolfgang Jeschke, Allah akbar And So Smart Our NLWs
- 2003: Erik Simon, Spiel beendet, sagte der Sumpf
- 2004: Angela Steinmüller、Karlheinz Steinmüller, Vor der Zeitreise
- 2005: Wolfgang Jeschke, Das Geschmeide
- 2006: Rainer Erler, An e-Star is born
- 2007: Marcus Hammerschmitt, Canea Null
- 2008: Michael K. Iwoleit, Der Moloch
- 2009: アンドレアス・エシュバッハ, Survival-Training、Heidrun Jänchen, Ein Geschäft wie jedes andere
- 2010: Ernst-Eberhard Manski, Das Klassentreffen der Weserwinzer
- 2011: Michael K. Iwoleit, Die Schwelle
- 2012: Frank W. Haubold, Am Ende der Reise
- 2013: Klaus N. Frick, Im Käfig
- 2014: Michael Marrak, Coen Sloterdykes diametral levitierendes Chronoversum
- 2015: Fabian Tomaschek, Boatpeople
- 2016: Karsten Kruschel, Was geschieht dem Licht am Ende des Tunnels?
- 2017: Gabriele Behrend, Suicide Rooms
- 2018: Uwe Hermann, Das Internet der Dinge
- 2019: Thorsten Küper, Confinement
- 2020: Jacqueline Montemurri, Koloss aus dem Orbit
- 2021: Angela Steinmüller、Karlheinz Steinmüller, Marslandschaften
- 2022: Aiki Mira, Utopie-27
- 2023: Uwe Hermann, Die Nachrichtenmacher
- 2024: Uwe Hermann, Die End-of-Life-Schaltung

## その他のカテゴリー
- グラフィック・アーティスト (1981-1992)
- グラフィック・アートワーク (1993-)
- 翻訳者 (1981-1992)
- 翻訳 (1993-)
- 映画 (1987–1996)
- ラジオドラマ
- Special Award for Extraordinary Accomplishments